# Fosa de Perú-Chile

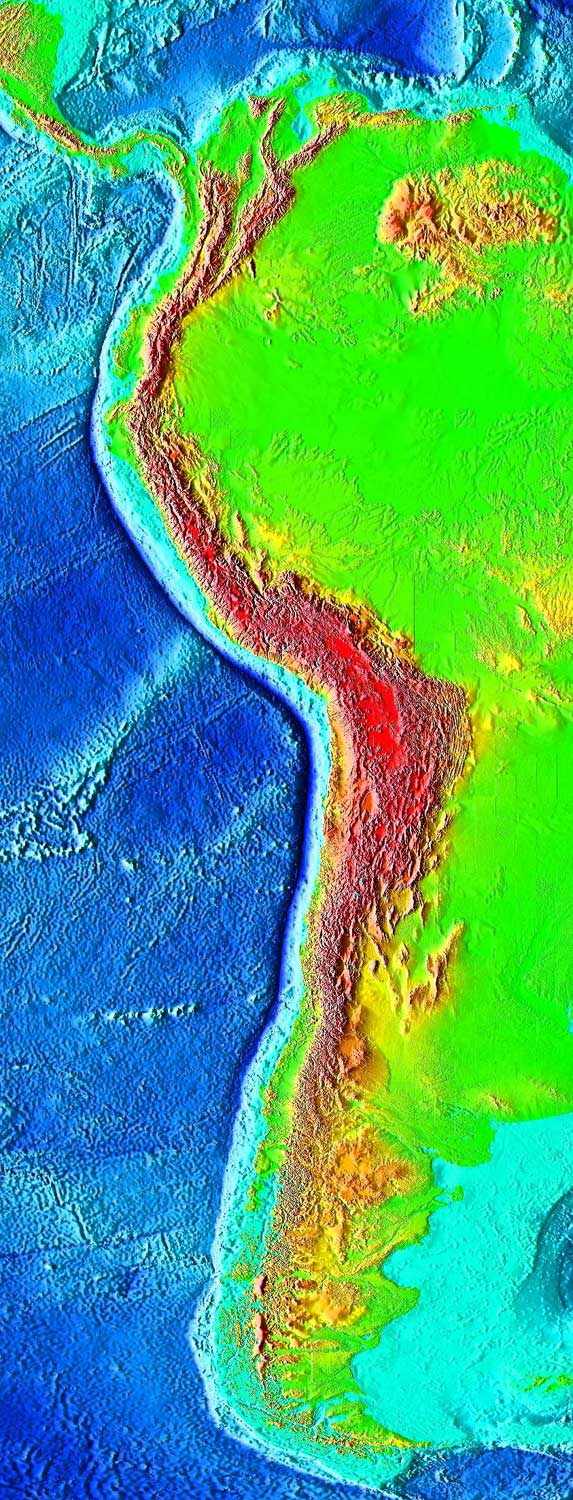
Fosa de Perú-Chile.

La fosa de Perú-Chile, también llamada en Chile fosa de Atacama, es una fosa oceánica de la corteza terrestre que delinea el contacto entre la litosfera oceánica de la placa de Nazca y la litosfera continental de la placa Sudamericana. La fosa se desprende geológicamente de la cordillera de los Andes, con características edafológicas similares. Tiene un máximo de 8081 m de profundidad, siendo el punto más profundo del Pacífico suroriental.

## Descripción general
En un corte transversal de oeste a este, presenta una ladera oceánica, una pequeña planicie de profundidad máxima por cuyo centro pasa el eje de la fosa, y una ladera continental ligeramente más empinada que la primera. Las variaciones de profundidad están asociadas al volumen de sedimentos que rellenan la fosa y a la presencia de una estructura transversal conocida como la dorsal de Nazca.

## Geología
La fosa es el resultado de un borde convergente, donde el límite oriental de la placa oceánica de Nazca se subduce debajo de la placa continental de Sudamérica. Dos crestas de montes submarinos dentro de la placa de Nazca entran en la zona de subducción a lo largo de esta fosa: la dorsal de Nazca y la dorsal de Juan Fernández.
Desde el Triple Punto de Chile hasta la dorsal de Juan Fernández, la fosa se llena con 2 a 2.5 km de sedimentos, creando una topografía de fondo plano. Los sedimentos son principalmente turbiditas intercaladas con depósitos oceánicos de arcilla, ceniza volcánica y cieno silíceo.
La fosa de Perú-Chile, el antearco (incluyendo el sistema de fallas de Atacama) y el borde occidental de la meseta andina central (Altiplano), delinean la dramática oroclinal de Bolivia, que define la vertiente andina del sur de Perú, norte de Chile y Bolivia.
A diferencia de la formación de los Andes, la fosa de Atacama se formó en una zona en la que la placa de Sudamérica era más densa. Por esto, se formó una fosa y no una cordillera.

## Sismicidad asociada

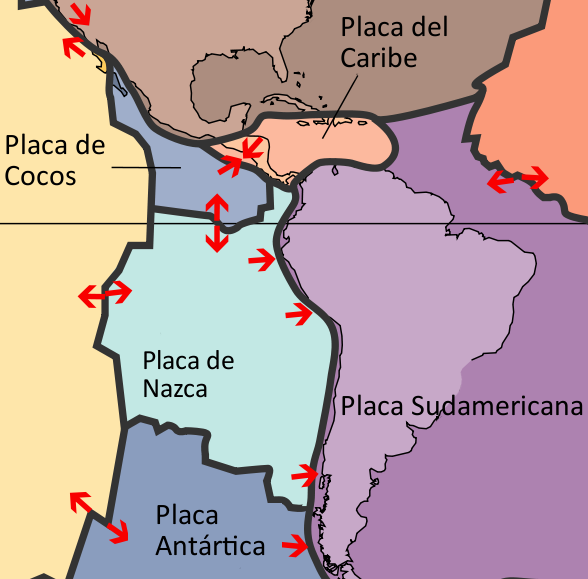
Ubicación de las placas Sudamericana y de Nazca, en cuyo límite se asienta la fosa de Perú-Chile.

La subducción de la Placa de Nazca debajo de la Placa Sudamericana a lo largo de la Fosa Chile-Perú está asociada a numerosos terremotos. Varios de estos son notables por su tamaño, tsunamis asociados y/o deslizamientos de tierra, incluyendo: el terremoto de Concepción de 1570 (Mw ~8.3), Perú en 1687 (Mw ~8.4), Valparaíso en 1730 (Ms ~8.7), Lima en 1746 (Mw ~9.0), Arica en 1868 (Mw ~9.0), Valparaíso en 1906 (Mw ~8.2), Valdivia en 1960 (que es el terremoto de mayor magnitud registrado en la historia, con Mw 9.5), Áncash en 1970 (evento de Mw 7.9 que desencadenó aluviones con grandes componentes de nieve y barro, matando a aproximadamente 68 mil personas), sur del Perú en 2001 (Mw 8.4), Tarapacá en 2005 (Mw 7.8),  Pisco en 2007 (Mw 8.0), Tocopilla en 2007 (Mw 7.7), y el de Chile Central de 2010 (Mw 8.8, con un posterior tsunami que cruzó el Pacífico).

## Oceanografía y ecología

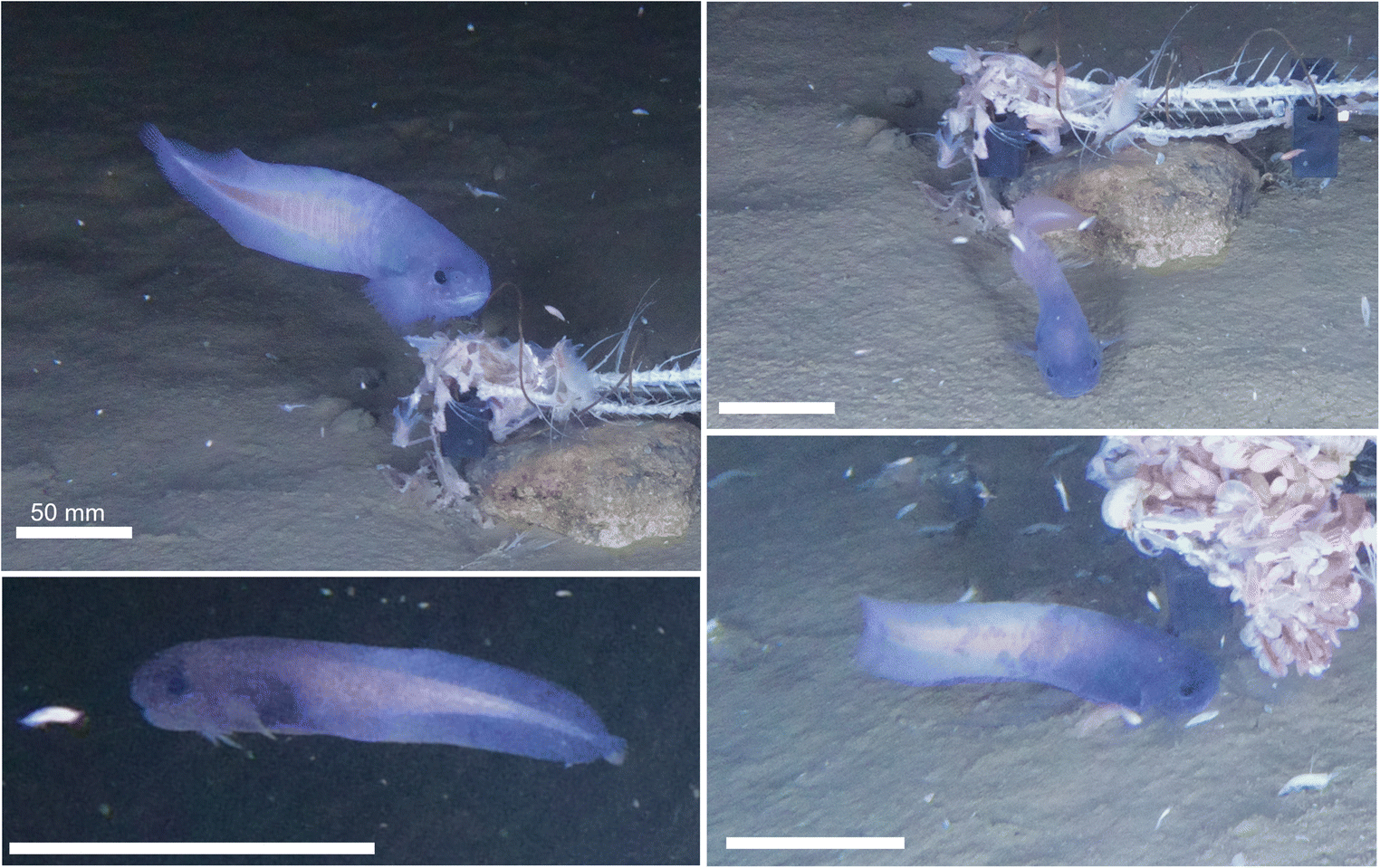
Imágenes in situ de la especie Paraliparis selti tomadas en 2022 en la zona hadal de la fosa de Perú-Chile, entre 6520 m y 6714 m de profundidad.

La mayoría de las veces, los vientos alisios impulsan las aguas superficiales cerca del ecuador, llevando la corriente de Humboldt desde el extremo sur de Chile hasta el norte de Perú. Esta corriente está asociada con el afloramiento de aguas profundas y ricas en nutrientes en la costa de Perú. El fenómeno de El Niño interrumpe el patrón de viento habitual y disminuye la surgencia; la consiguiente pérdida de nutrientes causa la mortandad de peces. La zona más meridional de la fosa, está situada debajo de aguas superficiales eutróficas y se caracteriza por altas cargas de sedimentos.
Al interior de la fosa existe gran actividad biológica, albergando una comunidad faunística muy distintiva, impulsada por una combinación de factores de aislamiento. En la zona hadal, que se extiende desde los 6 000 m de profundidad, se ha descubierto que pese a las condiciones extremas (ausencia total de luz, temperaturas cercanas al punto de congelación y una presión hidrostática extremadamente alta) habitan organismos únicos, adaptados específicamente para sobrevivir en esos hábitats. A partir de especímenes recolectados, muchas especies han sido descritas como endémicas de la fosa de Atacama, incluidos los anfípodos Hirondellea sonne, Hirondellea thurstoni, Eurythenes atacamensis y Dulcibella camanchaca, el pez caracol Paraliparis selti, el pepino de mar Elpidia atakama, los isópodos Macrostylis dellacrocei y Munneurycope hadalis y el dragón de barro Echinoderes mamaqucha.

## Exploración y estudios
La primera expedición a las profundidades de la fosa de Perú-Chile se efectuó en 1997, cuando un grupo de científicos de la Universidad de Génova y la Universidad de Valparaíso a bordo del buque oceanográfico Vidal Gormaz de la Armada de Chile estudiaron la fauna y sedimentos de la fosa, logrando recolectar por primera vez muestras desde un punto de la fosa, a los 7 763 metros de profundidad.
En 2018, una expedición científica del Instituto Milenio de Oceanografía (IMO) denominada Atacamex, a bordo del buque Cabo de Hornos de la Armada de Chile, logró descender y explorar el punto más profundo de la fosa a 8.081 metros. Para ello, utilizó un vehículo autónomo no tripulado (bautizado como «Audacia») que permitió recolectar muestras del lecho marino, de plancton y del agua de la zona hadal. El material obtenido permitirá estudiar la circulación marina del fondo oceánico; determinar la edad de la fosa; y analizar los microorganismos recolectados. Dicha expedición fue recogida en el documental «Atacamex: Explorando lo Desconocido», el cual narra la extraordinaria aventura que supuso el descenso al punto más profundo de la fosa de Atacama.
En enero de 2022 se realizó el primer descenso tripulado a la fosa, reconociéndose especies como Elpidia atakama (pepino de mar), medusas y anfípodos. La misión, liderada por el científico y director del IMO, Osvaldo Ulloa, también encontró basura en la fosa, dando cuenta del avance de la contaminación marina por plásticos incluso en lugares tan remotos del océano.
En 2023, se llevó a cabo una expedición asociada al Sistema Integrado de Observación del Océano Profundo (IDOOS, por su sigla en inglés) a bordo del buque de investigación chileno Abate Molina, operado por el Instituto de Fomento Pesquero, liderada por científicos del IMO y con la colaboración del Centro de Instrumentación Oceanográfica (CIO) de la Universidad de Concepción. En el año siguiente, la expedición IDOOS II logró recuperar exitosamente diversos tipos de instrumental y sensores, que se habían mantenido un año registrando datos en las profundidades de la fosa, así como la recolección de muestras y de posibles nuevas especies.
Asimismo, durante el primer crucero IDOOS, se instaló una red de cinco sensores en el piso oceánico de la fosa frente a Taltal, una zona identificada como brecha sísmica (donde el último gran terremoto ocurrió en 1922 y el anterior un siglo antes), cuyas mediciones geofísicas submarinas detectaron deformaciones en el suelo oceánico.